# 타이요토시스코문
타이요토시스코문(太陽とシスコムーン)는 헬로! 프로젝트에 소속된 일본의 여성 아이돌 그룹이다. 연예사무소 업프런트 에이전시(현 업프런트 프로모션)에 소속되어 있다.

## 멤버
- 시노다 미호 (信田美帆, 1972년 5월 18일(52세)) - 리더, 도쿄도 출신.
- 이나바 아츠코 (稲葉貴子, 1974년 3월 13일(51세)) - 오사카부 출신.
- RuRu (ルル, 1976년 3월 18일(49세)) - 중국 랴오닝성 출신.
- 코미나토 미와 (小湊美和, 1977년 2월 15일(48세)) - 후쿠시마현 출신.

## 약력
1998년
- TV 도쿄「ASAYAN」(2002년 3월까지 방송)안에서 행해진 예능 경험이 있는 여성을 대상으로 한 오디션인「층쿠 프로듀스 연예인 신유닛 오디션」(산후란팀과 시스콤팀)로 합격한 4명이서 결성.

1999년
- 2월 7일, 이나바, 코미나토, 시노다의 3명이 합격자로서 선택된다.
- 2월 14일, 4명째의 합격자로서 RuRu가 선택된다.
- 2월 21일, 그룹명이 타이요토시스코문으로 결정한다.
- 4월, 싱글「月と太陽」으로 데뷔.「데뷔곡이 오리콘 6위 이상이 아니면 즉 해산」이라고 하는 조건을 훌륭히 클리어 해 그룹은 존속(이 6위와는 모닝구무스메。의 메이저 데뷔 싱글인 모닝 커피의 첫 등장 순위이다.).
- 10월, 6th 싱글「丸い太陽 -winter ver.-」의 레코딩시, 코미나토 미와에 약했던 댄스의 공부에 전념하기 때문에 일시적으로 멤버로부터 떼어진다. 다음 싱글로 복귀.

2000년
- 3월, 유닛명을「T&C봄바」에 개명.
- 10월 9일, 오사카에서의 콘서트를 마지막으로 해산.

2008년
- 11월 26일, 베스트 앨범의 발매를 기념해 전 멤버에 의한 기간 한정의 블로그를 스타트.

2009년
- 1월 9일, 도쿄 시부야의 HMV로 베스트 앨범의 릴리스 이벤트를 실시한다. RuRu가 샹하이로부터 서프라이즈로 생 전화 출연했다.
- 1월 19일, 메론키넨비가 주최하는 라이브 이벤트 MELON GREETING의 게스트로서 스테이지에 선다.
- 3월, 블로그 안에서 멤버의 요청으로 10주년 라이브 개최 희망의 서명 활동을 개시. 2개월간으로 2200통 이상의 서명이 모였다.
- 4월 26일, 이 날 행해진 이나바, 코미나토, 시노다에 의한 토크 라이브의 석상에서 도쿄(10월 4일), 오사카(9월 26일)에서의 재결성 라이브의 개최가 발표되었다. 다만, RuRu는 스케줄의 사정으로 토크 라이브, 재결성 라이브 모두 불참가.
- 10월 4일, 재결성 라이브 도쿄 공연 종료후에 멤버로부터 라이브 DVD가 발매되는 것이 발표된다.
- 10월 9일, 9년 전의 이 날에 해산했다고 하기도 해 재결성 라이브「Last & New Decade」가 마지막 기간 한정의 블로그는 이 날을 가지고 멤버의 갱신이 종료한다. ※ 블로그 자체는 폐쇄되지 않는다.
- 10월 10일, 멤버가 개개의 활동이나 정보등을 전할 때 부정기에 갱신되는 것이 블로그로 발표된다.
- 10월 30일, 전 멤버로 유일하게 소속사에 남아 있던 이나바와의 탤런트 계약이 종료, 관련 회사의 스탭이 되는 것이 발표되었다.

2010년
- 1월 31일, 기간 한정 블로그가 공개 종료, 폐쇄된다.

2013년
- 12월 6일, 이달 31일 마지막 날에 열리는 헬로! 프로젝트 첫 카운트다운 라이브 공연「Hello! Project COUNTDOWN PARTY 2013 ~GOOD BYE & HELLO!~」에 "메론키넨비"과 함께 하룻 밤에서 부활을 한다고 발표. 참가 멤버는 시노다, 이나바, 코미나토.

2015년
- 7월 19일, 아카사카 베크토 스튜디오에서 행해진「처음부터 마지막이다! 타이요토시스코문 토크 라이브 ~역시 4명으로~」에 4명 모두 출연.

2018년
- 3월 31일,「Hello! Project 20th Anniversary!! Hello! Project 히나페스 2018」의 낮 공연「Hello! Project 20th Anniversary!! 프리미엄」에 출연. 참가 멤버는 시노다, 이나바, 코미나토.
- 7월 15일,「Hello! Project 20th Anniversary!! Hello! Project 2018 SUMMER」의 낮 공연「~ONE FOR ALL~」과 밤 공연「~ALL FOR ONE~」에 출연. 참가 멤버는 시노다, 이나바, 코미나토.

2019년
- 1월,「Hello! Project 20th Anniversary!! Hello! Project 2019 WINTER」의 13일에 낮 공연「~YOU & I~」와 밤 공연「~NEW AGE~」, 17일에 밤 공연「~YOU & I~」에 출연. 참가 멤버는 시노다, 이나바, 코미나토.
- 7월 28일, 데뷔 20주년을 기념해, 코튼 클럽에서 첫 밴드 편성에 의한 라이브「타이요토시스코문 20th Anniversary Live Last & New Decade 2」를 개최. 참가 멤버는 시노다, 이나바, 코미나토.
- 12월 4일, 20주년 기념 라이브의 영상화에 즈음해, 선전용으로 공식 트위터 계정을 개설.

2022년
- 10월 24일 ~ 28일, tvk「칸나이테레비」에 위클리 게스트로서 출연. 참가 멤버는 시노다, 이나바, 코미나토.

2023년
- 2월 26일,「타이요토시스코문 Live 2023 시노다 미호 50제 SP ~영원히 하로프로 OG 최연장~」을 개최.
- 9월 10일, 국립 요요기 경기장 제1체육관에서 행해진「Hello! Project 25TH ANNIVERSARY CONCERT」에 출연. 참가 멤버는 시노다, 이나바, 코미나토.

2024년
- 4월 21일, 신주쿠 로프트 플러스원에서 행해진「타이요토시스코문 데뷔 기념일 토크 라이브『사반세기다! La Ta Ta!』」를 개최. 참가 멤버는 시노다, 이나바, 코미나토.
- 5월 19일 - 7월 15일, 데뷔 25주년을 기념해, 4개 도시(오사카, 아이치, 도쿄, 가나가와)에서「타이요토시스코문 25주년 스페셜 투어! ~레이와에서 La Ta Ta~」를 개최. 참가 멤버는 시노다, 이나바, 코미나토.

2025년
- 3월 15일, 신주쿠 ReNY에서 행해진「타이요토시스코문 25주년 기념 스페셜 라이브! ~레이와에서 La Ta Ta~『iridescent』at 신주쿠 ReNY」를 개최예정. 참가 멤버는 시노다, 이나바, 코미나토.

## 음악

### 싱글
1. 月と太陽 (1999년 4월 21일)
  - 커플링 : Get on my Love
2. ガタメキラ (1999년 6월 23일)
  - 커플링 : 月と太陽-sexy beam remix / 月と太陽-more cool remix
3. 宇宙でLa Ta Ta (1999년 7월 28일)
  - 커플링 : ガタメキラ GTL -more energy remix- / ガタメキラ -digital gigolo remix-
4. Everyday Everywhere (1999년 8월 25일)
  - 커플링 : 宇宙でLa Ta Ta -super afro remix- / 宇宙でLa Ta Ta -after summer remix-
5. Magic of Love (1999년 9월 29일）
  - 커플링 : Everyday Everywhere -crazy dance remix- / Everyday Everywhere -sugee reggae remix-
6. 丸い太陽 -winter ver.- (1999년 12월 8일)
  - 커플링 : Magic of Love (T.Y.P remix) / Magic of Love (Masters of funk remix)
7. DON'T STOP 恋愛中 (2000년 4월 19일) - T&C봄바 명의
  - 커플링 : ゴーゴー東京
8. HEY! 真昼の蜃気楼 (2000년 7월 19일) - T&C봄바 명의
  - 커플링 : ひとかわいい男性

### 앨범
1. Taiyo & Ciscomoon 1 (1999년 10월 27일)
2. 2nd STAGE (2000년 9월 27일) - T&C봄바 명의
3. 太陽とシスコムーン／T&Cボンバー メガベスト (2008년 12월 10일)

### DVD/Blu-ray/VHS
1. CONCERT TOUR 2000 YO! YO! Taiyo-La! むうんさんのダンス天国 (2000년 8월 30일) - T&C봄바 명의
2. オール太陽とシスコムーン・T&Cボンバー (2000년 12월 13일) - T&C봄바 명의
3. あれから10年 太陽とシスコムーン LIVE 2009 Last & New Decade (2010년 1월 15일)
4. 太陽とシスコムーン 20th Anniversary Live Last & New Decade 2 (2019년 12월 28일)

## 출연

### 텔레비전
- ASAYAN (테레비도쿄)
- 하로! 모닝구。(테레비도쿄)
- 모닝구무스메。의 배꼽 (테레비도쿄)
- 카이지 (테레비도쿄)